# Kerem Tunçeri
Mehmet Kerem Tunçeri (Istanbul, 14 aprile 1979) è un ex cestista turco.

## Carriera
Con la Turchia ha disputato tre edizioni dei Campionati mondiali (2002, 2010, 2014) e sette dei Campionati europei (1997, 1999, 2001, 2003, 2005, 2009, 2011).

## Palmarès
- Campionato turco: 4

Efes Pilsen: 2001-02, 2002-03, 2003-04, 2008-09
- Coppa di Turchia: 4

Efes: 2000-01, 2001-02, 2008-09
Ülkerspor: 2004-05
- Coppa del Presidente: 4

Ülkerspor: 2004, 2005
Efes Pilsen: 2009, 2010
- Campionato spagnolo: 1

Real Madrid: 2006-07
- ULEB Cup: 1

Real Madrid: 2006-07